# Hòa Sơn, Hòa Vang
Hòa Sơn là một xã thuộc huyện Hòa Vang, thành phố Đà Nẵng, Việt Nam.

## Địa lý
Hòa Sơn là một xã trung tâm giao lưu của 4 xã cánh bắc huyện Hòa Vang, cách trung tâm thành phố Đà Nẵng khoảng 15 km; giao thông đi lại thuận lợi.
Phía Đông giáp phường Hòa Khánh Bắc, quận Liên Chiểu
Phía Tây giáp xã Hòa Ninh
Phía Nam giáp với xã Hòa Nhơn, huyện Hòa Vang và phường Hòa Khánh Nam, quận Liên Chiểu
Phía Bắc giáp với xã Hòa Liên.

## Lịch sử
Năm 1981, một phần diện tích và dân số của xã Hòa Sơn lúc này thuộc huyện Hòa Vang, tỉnh Quảng Nam-Đà Nẵng được tách ra để thành lập xã Hòa Ninh.

## Điều kiện tự nhiên
Địa hình xã đan xen giữa đồi núi và đồng bằng; có khoảng 40% diện tích đồi núi, còn lại là vùng đồng bằng.
Phía Nam của xã là vùng đồi núi có các mỏ đá với trữ lượng lớn, phục vụ cho việc sản xuất đá chẻ, giải quyết được công ăn việc làm cho nhiều người lao động tại địa phương. Bên cạnh đó đất đồi được khai thác để làm vật liệu sang lấp mặt bằng các khu tái định cư. Tuy nhiên việc khai thác và quản lý chưa chặt chẽ dẫn đến ô nhiễm môi trường.